# Michael Shea (diplomate)
 (janvier 2021).
La mise en forme du texte ne suit pas les recommandations de Wikipédia : il faut le « wikifier ».
Les points d'amélioration suivants sont les cas les plus fréquents :
- Les titres sont pré-formatés par le logiciel. Ils ne sont ni en capitales, ni en gras.
- Le texte ne doit pas être écrit en capitales (les noms de famille non plus), ni en gras, ni en italique, ni en « petit »…
- Le gras n'est utilisé que pour surligner le titre de l'article dans l'introduction, une seule fois.
- L'italique est rarement utilisé : mots en langue étrangère, titres d'œuvres, noms de bateaux, etc.
- Les citations ne sont pas en italique mais en corps de texte normal. Elles sont entourées par des guillemets français : « et ».
- Les listes à puces sont à éviter, des paragraphes rédigés étant largement préférés. Les tableaux sont à réserver à la présentation de données structurées (résultats, etc.).
- Les appels de note de bas de page (petits chiffres en exposant, introduits par l'outil «  Source ») sont à placer entre la fin de phrase et le point final[comme ça].
- Les liens internes (vers d'autres articles de Wikipédia) sont à choisir avec parcimonie. Créez des liens vers des articles approfondissant le sujet. Les termes génériques sans rapport avec le sujet sont à éviter, ainsi que les répétitions de liens vers un même terme.
- Les liens externes sont à placer uniquement dans une section « Liens externes », à la fin de l'article. Ces liens sont à choisir avec parcimonie suivant les règles définies. Si un lien sert de source à l'article, son insertion dans le texte est à faire par les notes de bas de page.
- La présentation des références doit suivre les conventions bibliographiques. Il est recommandé d'utiliser les modèles {{Ouvrage}}, {{Chapitre}}, {{Article}}, {{Lien web}} et/ou {{Bibliographie}}. Le mode d'édition visuel peut mettre en forme automatiquement les références.
- Insérer une infobox (cadre d'informations à droite) n'est pas obligatoire pour parachever la mise en page.

Pour une aide détaillée, merci de consulter Aide:Wikification.
Si vous pensez que ces points ont été résolus, vous pouvez retirer ce bandeau et améliorer la mise en forme d'un autre article.
Pour les articles homonymes, voir Michael Shea et Shea.
Michael Sinclair MacAuslan Shea, commandeur de l'ordre royal de Victoria, né le 10 mai 1938 et mort le 17 octobre 2009 était un attaché de presse de la reine Élisabeth II de 1978 à 1987. Avant cela, il fut diplomate de carrière et fut également auteur de quelques thrillers politiques et de roman de non-fiction.

## Jeunesse
Jusqu'à l'âge de 14 ans, Michael Shea fréquente la Lenzie Academy, où sa mère enseignait. Il a ensuite fréquenté l'école publique de Gordonstoun après avoir obtenu une bourse. Puis, il est diplômé de l'université d'Édimbourg, en économie. Il complète également son doctorat à l'université d'Édimbourg  et s'interessant au développement économique des pays d'Afrique de l'Ouest. En 1957, il est engagé dans le Royal Corps of Signals alors qu'il effectue son service militaire national. Il entre aux Affaires étrangères en 1963 et sert au Ghana, en Allemagne de l'Ouest, en Roumanie et à New York.

## Attaché de presse de la famille royale
Après avoir aidé à organiser la visite officielle de la reine aux célébrations du bicentenaire des États-Unis en 1976, Shea devient son attaché de presse deux ans plus tard. Il était au centre d'une « chasse aux taupes » en 1986 dirigée contre la personne qui aurait confié à un journaliste du Sunday Times que les politiques sociales menées par le gouvernement Thatcher provoquaient la « consternation » de la reine  et que l'attitude négative de Margaret Thatcher à l'égard du Commonwealth provoquait le mécontentement de la reine. Les membres du Parlement plaident alors pour la démission de Shea dans le cas où l'enquête le reconnaîtrait coupable. Le secrétaire privé de la reine, Sir William Heseltine, répondit plus tard à la controverse par une lettre dans le Times en affirmant que Shea avait bien été en contact avec le journaliste, mais que ses commentaires avaient été mal rapportés.
Shea quitta le service royal l'année suivante. Il est suggéré qu'il en a été évincé. Il nia toute intervention de la Reine dans la controverse médiatique avec le Premier ministre. Il n'a pas été fait chevalier mais lieutenant de l'ordre victorien  en 1985 puis commandant de l'ordre victorien en 1987.

## Autres activités
Tandis qu'il était premier secrétaire à Bonn, alors capitale de l'Allemagne de l'Ouest à l'époque, Shea commence sa carrière d'écrivain. Le thriller Sonntag, est publié sous le pseudonyme de Michael Sinclair en 1971, le premier d'une série de 20 livres qui seront pour la plupart des thrillers politiques, dont certains se déroulant dans un avenir proche. Les romans State of the Nation (paru en 1997) et Endgame (publié en 2002) se déroulent dans une Écosse indépendante. Ses mémoires sont publiés en 2003 sous le titre Un aperçu depuis la ligne de touche.
Après avoir démissionné de son poste d'attaché de presse de la Reine, Shea a travaillé pendant six ans chez Hanson plc en tant que directeur des relations publiques. Il peut être entendu dans une interview privée accordée à Brendan Bruce (ancien directeur de la communication du Parti conservateur sous la direction de Margaret Thatcher) présentant son livre Des images du pouvoir en 1992, dans les archives sonores de la Bibliothèque nationale britannique. D'autres de ses activités comprenaient des services en tant qu'administrateur pour les Galeries nationales d'Écosse avec le Royal Lyceum Theatre pour président. Shea faisait également partie du groupe qui a relancé le Edinburgh Oyster Club.
Michael Shea a épousé Mona Grec Stensen, originaire de Norvège, en 1968. Le couple a eu deux filles.
Ses dernières années ont été affectées par l'apparition de la démence ; il meurt à l'âge de 71 ans en 2009.

## Dans la culture populaire
Shea est interprété par Nicholas Farrell dans l'épisode 8 de la saison 4 de la série produite par Netflix The Crown, dont le  scénario de l'épisode est axé sur la question de l'apartheid en Afrique du Sud et justement sur son rôle dans la prétendue fracture médiatisée entre Margaret Thatcher et la reine Élisabeth II.